# Emerson, Lake and Powell (album)
Cet article concerne l'album. Pour le groupe, voir Emerson, Lake and Powell.
Albums de Emerson, Lake and Powell
The Sprocket Sessions
(2003)
Emerson, Lake and Powell est l'unique album studio du groupe éponyme, sorti en 1986. Le trio n'effectuera qu'une courte tournée nord-américaine fin 1986 pour promouvoir cet album. Quelques dates de cette tournée voient la prestation en première partie d'Yngwie Malmsteen.  

## Historique
La pièce Touch and go est une libre adaptation d'une chanson traditionnelle intitulée Lovely Joan, interprétée entre autres par Barbara Dickson et Blackmore's Night. Une autre version de cette chanson sera enregistrée par Emerson, Lake and Palmer et est disponible dans le coffret The Return of the Manticore en 1993.  
La chanson Lay Down Your Guns est composée avec l'aide de Steve Gould, bassiste chanteur du groupe Rare Bird.  
La pièce Mars, the Bringer of War est adaptée de la suite Les Planètes de Holst et adaptée par Emerson, Lake and Powell. 

## Titres
Toutes les chansons sont de Keith Emerson et Greg Lake, sauf indication contraire.
1. The Score – 9:08
2. Learning to Fly – 4:02
3. The Miracle – 6:50
4. Touch and Go – 3:38 (Traditionnel, arr, Emerson / Lake)
5. Love Blind – 3:11
6. Step Aside – 3:45
7. Lay Down Your Guns (Emerson, Lake, Steve Gould) – 4:22
8. Mars, the Bringer of War (Holst, arr, Emerson, Lake, Powell) – 7:54

## Pièces bonus sur la réédition de 1990
1. The Loco-Motion (Goffin, King) – 4:40
2. Vacant Possession – 4:42

## Musiciens
D'après la pochette de l'album :
- Keith Emerson : claviers
- Greg Lake : chant, basse et guitares
- Cozy Powell : batterie et percussions